# Sinularia tessieri
Sinularia tessieri is een zachte koralensoort uit de familie van de Alcyoniidae. De wetenschappelijke naam van de soort is voor het eerst geldig gepubliceerd in 2012 door Benayahu & van Ofwegen.